# Grand Prix de Patinação Artística no Gelo
Grand Prix de Patinação Artística no Gelo é uma série de competições de patinação artística organizada pela União Internacional de Patinação. As competições são disputados por patinadores de nível sênior e a participação é através de convite, e foi disputado pela primeira vez em 1995. Os competidores disputam em quatro disciplinas: individual masculino, individual feminino, duplas, e dança no gelo. A série equivalente do nível júnior é Grand Prix Júnior de Patinação Artística no Gelo.

## Eventos
Atualmente fazem parte do Grand Prix as seguintes competições:
| Título                     | Local (2018–19)         | Estreia no Grand Prix ISU |
| -------------------------- | ----------------------- | ------------------------- |
| Skate America              | Everett, Estados Unidos | 1995–                     |
| Skate Canada International | Laval, Canadá           | 1995–                     |
| Grand Prix de Helsinque    | Helsinque, Finlândia    | 2018–                     |
| NHK Trophy                 | Hiroshima, Japão        | 1995–                     |
| Rostelecom Cup             | Moscou, Rússia          | 1996–                     |
| Trophée de France          | Grenoble, França        | 1995–                     |
| Final do Grand Prix ISU    | Vancouver, Canadá       | 1995–                     |

### Competição descontinuada
| Título             | Local (última edição no GP) | Período no Grand Prix ISU |
| ------------------ | --------------------------- | ------------------------- |
| Bofrost Cup on Ice | Gelsenkirchen, Alemanha     | 1995–2002                 |
| Cup of China       | Pequim, China               | 2003–2018                 |